# NGC 5826
NGC 5826 (NGC 5870) é uma galáxia lenticular (S0) localizada na direcção da constelação de Draco. Possui uma declinação de +55° 28' 45" e uma ascensão recta de 15 horas, 06 minutos e 33,7 segundos.
A galáxia NGC 5826 foi descoberta em 9 de Junho de 1885 por Lewis A. Swift.